# Nudospongilla vasta
Nudospongilla vasta är en svampdjursart som först beskrevs av W. Weltner 1901.  Nudospongilla vasta ingår i släktet Nudospongilla och familjen Spongillidae. Inga underarter finns listade i Catalogue of Life.